# Troisgots
Troisgots é uma comuna francesa na região administrativa da Normandia, no departamento Mancha. Estende-se por uma área de 7,52 km². Em 2010 a comuna tinha 283 habitantes (densidade: 37,6 hab./km²).